# Бад Фрајнвалде (Одра)
Бад Фрајнвалде (њем. Bad Freienwalde) град је у њемачкој савезној држави Бранденбург. Једно је од 45 општинских средишта округа Меркиш-Одерланд. Према процјени из 2010. у граду је живјело 13.136 становника. Посједује регионалну шифру (AGS) 12064044, NUTS (DE413) и LOCODE (DE BFA) код.

## Географски и демографски подаци
Бад Фрајнвалде се налази у савезној држави Бранденбург у округу Меркиш-Одерланд. Град се налази на надморској висини од 10 - 158 метара. Површина општине износи 130,4 km². У самом граду је, према процјени из 2010. године, живјело 13.136 становника. Просјечна густина становништва износи 101 становника/km².

## Међународна сарадња
| Мјесто | Држава | Врста сарадње | Од    |
| ------ | ------ | ------------- | ----- |
| Хојна  | Пољска | пријатељство  | 1993. |
| Извор  |        |               |       |